# Seconda guerra anglo-afghana
La seconda guerra anglo-afghana (Second Anglo-Afghan War in lingua inglese; جنگ دوم افغان و انگلیس in dari; د افغان-انګرېز دويمه جګړه in pashtu) ebbe inizio nel 1878 e si concluse nel 1880.
Fu la seconda incursione militare inglese in territorio afghano, con l'obiettivo di contrastare l'espansione russa nel paese. La guerra fece parte della contesa tra l'Impero britannico e quello russo per il predominio sull'Asia centrale noto come grande gioco. Il conflitto terminò con la firma da parte dei due contendenti del trattato di Gandamak, il quale prevedeva il controllo degli affari interni a cura dell'emiro afghano Abdur Rahman Khan, mentre la politica estera restava in mano all'Impero britannico.

## La guerra

### Lo scoppio del conflitto
Dopo che la tensione tra Russia e Gran Bretagna in Europa si era conclusa con il Congresso di Berlino del giugno 1878, la Russia volse la sua attenzione verso l'Asia centrale. Nella stessa estate, la Russia inviò un contingente diplomatico a Kabul. Sher Ali Khan, l'emiro dell'Afghanistan, tentò invano di tenere fuori i Russi, che arrivarono a Kabul il 22 luglio 1878. Il 14 agosto, gli Inglesi chiesero a Sher Ali Khan di consentire anche l'ingresso di un contingente britannico.
L'emiro non solo rifiutò di ricevere le truppe britanniche, capitanate da Neville Bowles Chamberlain, ma minacciò di fermarle qualora fossero state inviate. Robert Bulwer-Lytton, il viceré, ordinò l'invio di una missione diplomatica diretta alla volta di Kabul nel settembre 1878, ma la missione fu ricacciata indietro mentre si avvicinava all'ingresso orientale del Passo Khyber, scatenando la Seconda guerra anglo-afghana.

### Prima Fase

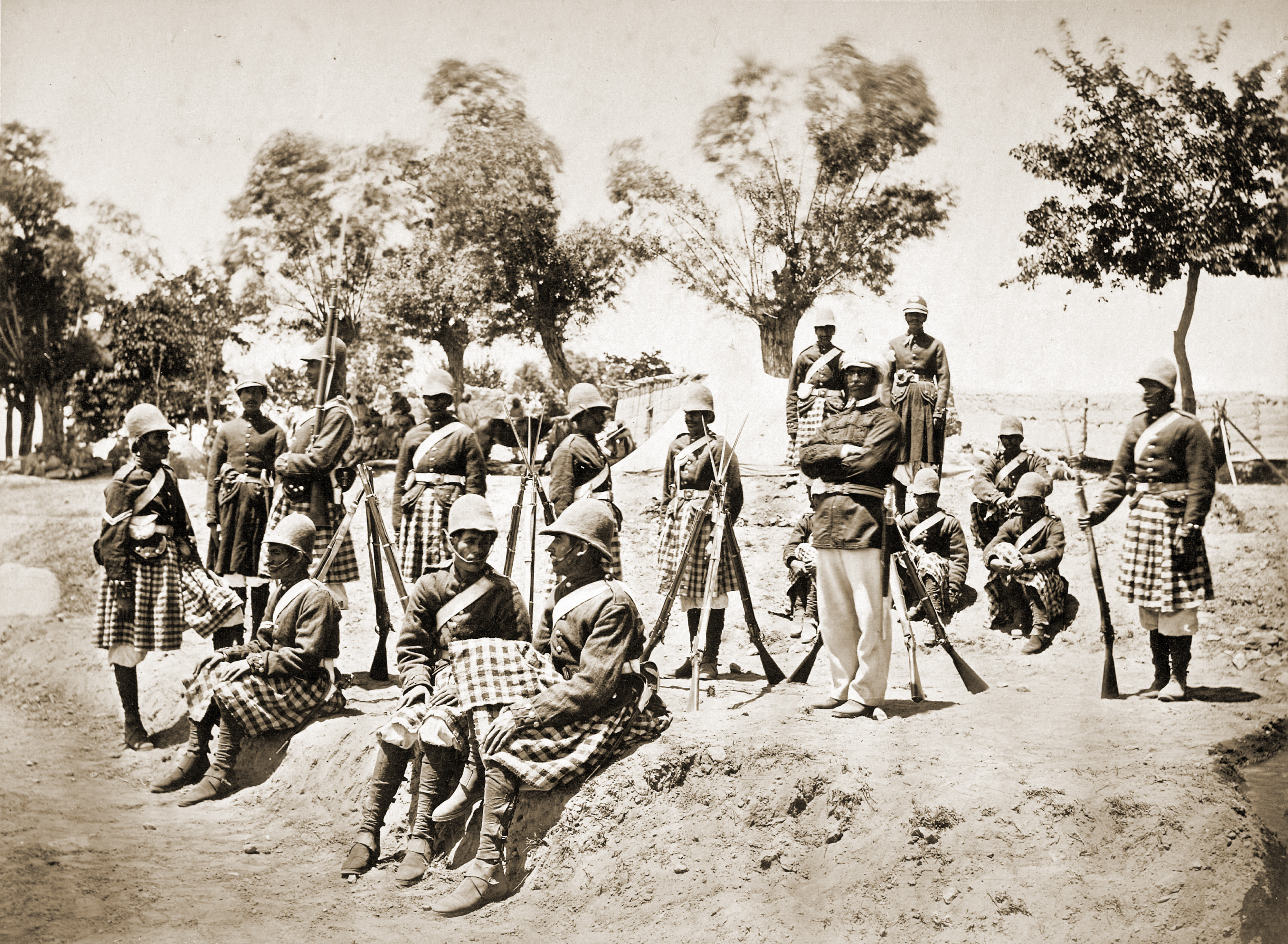
Highlanders a Gandamak

Una forza britannica di circa 40 000 combattenti, per lo più inglesi e indiani, fu organizzata in colonne militari che penetrarono in Afghanistan da tre punti diversi. Un allarmato Sher Ali Khan tentò di appellarsi personalmente allo Zar russo per ottenere aiuto, ma non riuscendovi, rientrò a Mazar-i Sharif, dove morì il 21 febbraio 1879.

### Il trattato
Con le forze britanniche che avevano occupato gran parte del paese, Mohammad Yaqub Khan, figlio di Sher Ali Khan e suo successore, firmò il trattato di Gandamak nel maggio 1879 per impedire un'invasione britannica del resto del paese. In base a questo accordo e in cambio di una sovvenzione annuale e vaghe assicurazioni di assistenza in caso di aggressione straniera, Yaqub cedette alla Gran Bretagna il controllo degli Affari Esteri dell'Afghanistan. Rappresentanti britannici si insediarono a Kabul e in altre località, il controllo britannico si estese al Passo Khyber e al Passo Michni, e l'Afghanistan lasciò varie zone di frontiera e Quetta alla Gran Bretagna. L'esercito britannico poi si ritirò.
Tuttavia, il 3 settembre 1879, una rivolta di Kabul condusse al massacro di Sir Pierre-Louis Cavagnari, le sue guardie, e il suo personale - innescando la fase successiva della seconda guerra afgana.

### Seconda fase
Il maggiore generale Sir Frederick Roberts introdusse la Kabul Field Force attraverso il Passo Shutargardan nell'Afghanistan centrale, sconfisse l'esercito afgano a Char Asiab il 6 ottobre 1879, e occupò Kabul. Mohammad Jan Khan Wardak sollevò una rivolta e attaccò le forze britanniche nei pressi di Kabul nell'assedio di Sherpur nel dicembre del 1879, ma la sua sconfitta portò al fallimento di questa ribellione. Yaqub Khan, sospettato di complicità nel massacro di Cavagnari e del suo staff, fu costretto ad abdicare. Gli Inglesi presero in considerazione varie possibili soluzioni politiche, tra cui la ripartizione dell'Afghanistan tra più governanti o l'instaurazione del fratello di Yaqub, Ayub Khan, sul trono; tuttavia, decisero infine di insediare invece suo cugino Abdur Rahman Khan come emiro.
Ayub Khan, che aveva servito come governatore di Herat, si ribellò e sconfisse un distaccamento britannico nella battaglia di Maiwand nel luglio 1880 e cinse d'assedio Kandahar. Roberts comandò quindi la principale forza britannica da Kabul e sconfisse definitivamente Ayub Khan il 1º settembre nella battaglia di Kandahar, portando la ribellione al termine. Abdur Rahman confermò il trattato di Gandamak, lasciando agli Inglesi il controllo dei territori ceduti da Yaqub Khan e assicurando il controllo britannico della politica estera in Afghanistan in cambio di protezione e di una sovvenzione.
Abbandonando la politica provocatoria di mantenere un rappresentante britannico a Kabul, ma avendo raggiunto tutti i propri obiettivi, gli inglesi si ritirarono.

## Cronologia delle battaglie
L'asterisco indica che ai partecipanti di quella operazione è stato concesso di fregiarsi di una decorazione aggiuntiva da affiancare alla medaglia della Guerra Afghana.

### 1878
- Battaglia di Ali Musjid* (Decisiva vittoria Britannica)
- Battaglia di Peiwar Kotal* (Decisiva vittoria Britannica)

### 1879
- Operazione a Takht-i-Pul
- Operazione a Matun
- Battaglia di Khushk-i-Nakud
- Battaglia di Fatehbad
- Battaglia di Kam Dakka
- Battaglia di Charasiab*
- Battaglia di Shajui
- Battaglia di Karez Mir
- Battaglia di Takht-i-Shah
- Battaglia delle colline di Asmai (Vittoria Afghana)
- Assedio di Sherpur* (Decisiva vittoria Britannica)

### 1880
- Battaglia di Ahmed Khel* (Vittoria Britannica)
- Battaglia di Arzu
- Seconda battaglia di Charasiab
- Battaglia di Maiwand (Vittoria Afghana)
- Battaglia di Deh Koja
- Battaglia di Kandahar* (Decisiva vittoria Britannica)

### 1881
- Evacuazione di Kandahar (e dell'Afghanistan)

## Nella cultura popolare

### Metodi di tortura
L'ufficiale inglese John Masters (1914-1983), fecondo autore di romanzi storici ambientati in India, racconta nel primo dei suoi tre volumi autobiografici, Bugles and a Tiger (1956), di varie atrocità commesse da entrambe le parti, inclusi metodi di tortura originali praticati dalle donne pashtun.

### Il dottor Watson
Nelle opere di Arthur Conan Doyle con protagonista Sherlock Holmes, il narratore è l'ufficiale medico John Watson, reduce dalla campagna dell'Afghanistan.
Nel primo romanzo, Uno studio in rosso, quando Watson viene presentato a Holmes questi come prima cosa gli dice «viene dall'Afghanistan, vedo»: questa affermazione è la prima delle deduzioni del celebre investigatore, e proprio su di essa il metodo deduttivo viene poi spiegato.